# Jimmy Binning
Jimmy Binning, właśc. James Binning (ur. 25 lipca 1927 w Blantyre, zm. w 1991 w Airdrie) – szkocki piłkarz występujący na pozycji obrońcy.

## Kariera klubowa
Binning rozpoczął swoją karierę piłkarską w amatorskim klubie Strathclyde. W 1948 roku dołączył do zespołu Arbroath, grającego w Division B i spędził tam trzy sezony. Następnie, aż do zakończenia kariery w 1959 roku, występował w drużynie grającej w Division A – Queen of the South.

## Kariera reprezentacyjna
W 1954 roku Binning został powołany do reprezentacji Szkocji na mistrzostwa świata. Nie zagrał jednak na nich w żadnym meczu, a Szkocja zakończyła turniej na fazie grupowej.
W drużynie narodowej nie rozegrał żadnego spotkania.